# Израел на Европском првенству у атлетици у дворани 2017.
Израел је учествовао на 34. Европском првенству у дворани 2017 одржаном у Београду , Србија, од 3. до 5. марта. Ово је било дванаесто европско првенство у дворани од 1992. године од када је Израел први пут учествовао. Репрезентацију Израела представљала је 1 такмичарка која се такмичила у трци на 60 метара.
На овом првенству такмичарка Израела није освојила медаљу нити не остварила неки резултат.

## Учесници
Жене:
- Дијана Вајсман — 60 м

## Резултати

### Жене
| Атлетичарка    | Дисциплина | Лични рекорд | Квалификације | Квалификације | Полуфинале            | Полуфинале            | Финале                | Финале       | Детаљи |
| Атлетичарка    | Дисциплина | Лични рекорд | Резултат      | Место         | Резултат              | Место                 | Резултат              | Место        | Детаљи |
| -------------- | ---------- | ------------ | ------------- | ------------- | --------------------- | --------------------- | --------------------- | ------------ | ------ |
| Дијана Вајсман | 60 м       | 7,50 НР      | 7,54          | 7. у гр. 1    | Није се квалификовала | Није се квалификовала | Није се квалификовала | 33 / 37 (38) |        |